# 小行星7309
小行星7309（英語：7309 Shinkawakami）是一颗围绕太阳公转的小行星。1995年3月28日，小林隆男在大泉町发现了此天体。
这颗小行星的绝对星等为228.58084等。